# موژچن (استان پومرانی غربی)
موژچن (به لاتین: Morzyczyn) یک روستا در لهستان است که در گمینا کوبلانکا واقع شده‌است. موژچن ۸۵۹ نفر جمعیت دارد.